# Nuoto ai XIX Giochi del Mediterraneo - 200 metri dorso femminili
La gara dei 200 metri dorso femminili ai XIX Giochi del Mediterraneo si è svolta il 2 luglio 2022. Al mattino si sono svolte le batterie, mentre la finale si è disputata nel pomeriggio.

## Podio
| Pos. | Atleta             | Nazione    |
| ---- | ------------------ | ---------- |
|      | Camila Rebelo      | Portogallo |
|      | África Zamorano    | Spagna     |
|      | Ekaterina Avramova | Turchia    |

## Record
Prima della manifestazione il record del mondo (RM) e il record dei Giochi del Mediterraneo (RG) erano i seguenti.
|  | 2'03"35 | Regan Smith     | 26 luglio 2019 Gwangju |
|  | 2'08"03 | Alessia Filippi | 28 giugno 2009 Pescara |

Durante la competizione non sono stati migliorati record.

## Risultati

### Batterie
| Pos. | Batteria | Corsia | Atleta                | Nazionalità | Tempo   | Note |
| ---- | -------- | ------ | --------------------- | ----------- | ------- | ---- |
| 1    | 2        | 4      | África Zamorano       | Spagna      | 2'13"52 | Q    |
| 2    | 1        | 4      | Camila Rebelo         | Portogallo  | 2'13"77 | Q    |
| 3    | 2        | 3      | Ekaterina Avramova    | Turchia     | 2'13"80 | Q    |
| 4    | 2        | 6      | Martina Cenci         | Italia      | 2'14"56 | Q    |
| 5    | 2        | 5      | Carmen Weiler         | Spagna      | 2'14"78 | Q    |
| 6    | 2        | 2      | Anaïs Podevin         | Francia     | 2'15"58 | Q    |
| 7    | 1        | 6      | Francesca Furfaro     | Italia      | 2'15"62 | Q    |
| 8    | 1        | 5      | Sudem Denizli         | Turchia     | 2'15"87 | Q    |
| 9    | 1        | 3      | Ioanna Sacha          | Grecia      | 2'16"82 |      |
| 10   | 1        | 2      | Imène Kawthar Zitouni | Algeria     | 2'21"88 |      |
| 11   | 2        | 7      | Jihane Benchadli      | Algeria     | 2'24"17 |      |

### Finale
| Pos. | Corsia | Atleta             | Nazionalità | Tempo   | Note |
| ---- | ------ | ------------------ | ----------- | ------- | ---- |
|      | 5      | Camila Rebelo      | Portogallo  | 2'10"41 |      |
|      | 4      | África Zamorano    | Spagna      | 2'11"48 |      |
|      | 3      | Ekaterina Avramova | Turchia     | 2'12"72 |      |
| 4    | 2      | Carmen Weiler      | Spagna      | 2'12"96 |      |
| 5    | 6      | Martina Cenci      | Italia      | 2'13"82 |      |
| 6    | 8      | Sudem Denizli      | Turchia     | 2'14"96 |      |
| 7    | 7      | Anaïs Podevin      | Francia     | 2'15"28 |      |
| 8    | 1      | Francesca Furfaro  | Italia      | 2'17"15 |      |